# Monzuno
Monzuno est une commune italienne de la ville métropolitaine de Bologne, dans la région Émilie-Romagne.

## Administration
| Période                                  | Période          | Identité            | Étiquette     | Qualité |
| ---------------------------------------- | ---------------- | ------------------- | ------------- | ------- |
| 2 juin 1985                              | 22 décembre 1991 | Gianpiero Calzolari | PCI           |         |
| 23 décembre 1991                         | 23 avril 1995    | Domenico Musolesi   | PDS           |         |
| 24 avril 1995                            | 24 janvier 1999  | Franca Berti        |               |         |
| 15 juin 1999                             | 7 juin 2009      | Andrea Marchi       | Centre gauche |         |
| 8 juin 2009                              | En cours         | Marco Mastacchi     | Liste civique |         |
| Les données manquantes sont à compléter. |                  |                     |               |         |

### Hameaux
- Selve

### Communes limitrophes
Grizzana Morandi, Loiano, Marzabotto, Monghidoro, Pianoro, San Benedetto Val di Sambro, Sasso Marconi